# Hnojník (nádraží)
Hnojník je železniční stanice, která se nachází v centrální části obce Hnojník v okrese Frýdek-Místek. Leží v km 126,661 jednokolejné trati Český Těšín – Frýdek-Místek mezi stanicemi Český Těšín a Dobrá u Frýdku-Místku.

## Historie
Nádraží s tehdejším názvem Hnojnik bylo zprovozněno 1. června 1888, tedy současně s otevřením tratě, na které stanice leží. Byla součástí Dráhy moravskoslezských měst, kterou stavěla KFNB v letech 1887–1888.
Od roku 1921 se stanice jmenuje Hnojník, výjimkou byly roky 1938–1939, kde se používalo polské označení Gnojnik (v té době se jednalo o pohraniční stanici na hranici mezi Polskem a Československem), a 1939–1945, kdy stanice nesla německý název Hnojnik.
V roce 1958 byla do stanice zapojena nově vybudovaná vlečka do skladu státních hmotných rezerv Godula. 30. srpna 1984 bylo ve stanici aktivováno nové staniční zabezpečovací zařízení se světelnými návěstidly.
V roce 2004 došlo k rekonstrukci výpravní budovy. K 1. prosinci 2019 byl ve stanici ukončen prodej jízdenek. Během roku 2025 má dojít k rekonstrukci a prodloužení nástupišť.

## Popis stanice
Stanice je vybavena typovým elektrickým stavědlem TEST 14 s reléovými závislostmi, které obsluhuje výpravčí v dopravní kanceláři stanice.
Jízdy vlaků ve směru z/do Českého Těšína jsou zabezpečeny pomocí automatického hradla AHP 03-D v jednom traťovém oddílu (tj. bez oddílových návěstidel), volnost trati je zjišťována pomocí počítačů náprav. Mezi Hnojníkem a Dobrou není traťové zabezpečovací zařízení, jízdy vlaků se zabezpečují telefonickým dorozumíváním. Ještě v roce 1998 fungovalo telefonické dorozumívání i mezi Hnojníkem a Českým Těšínem.
Ve stanici jsou tři dopravní koleje, které jsou od budovy číslovány 1, 2, 4, přímo u budovy pak je ještě oboustranně zapojená manipulační kolej č. 3, do které je na těšínské straně zapojena bývalá vlečka M+P Prodej paliv Hnojník, která už byla v roce 2025 mimo provoz. Kolej č. 3 pokračovala na opačném zhlaví jako kusá kolej č. 3c, někdy po roce 1998 však byla snesena a v roce 2025 už neexistovala. Na opačné straně kolejiště než se nachází budova je vlečková manipulační kolej č. 101, která je součástí vlečky skladu Správy státních hmotných rezerv Godula. Tato kolej je na obou zhlavích stanice zapojena do koleje č. 4, na těšínské straně pak pokračuje dále do areálu skladu Godula. Ve stanici je odklon osy, to znamená, že vlak od Dobré vjede přímým směrem na kolej č. 2, od Českého Těšína na kolej č. 1.

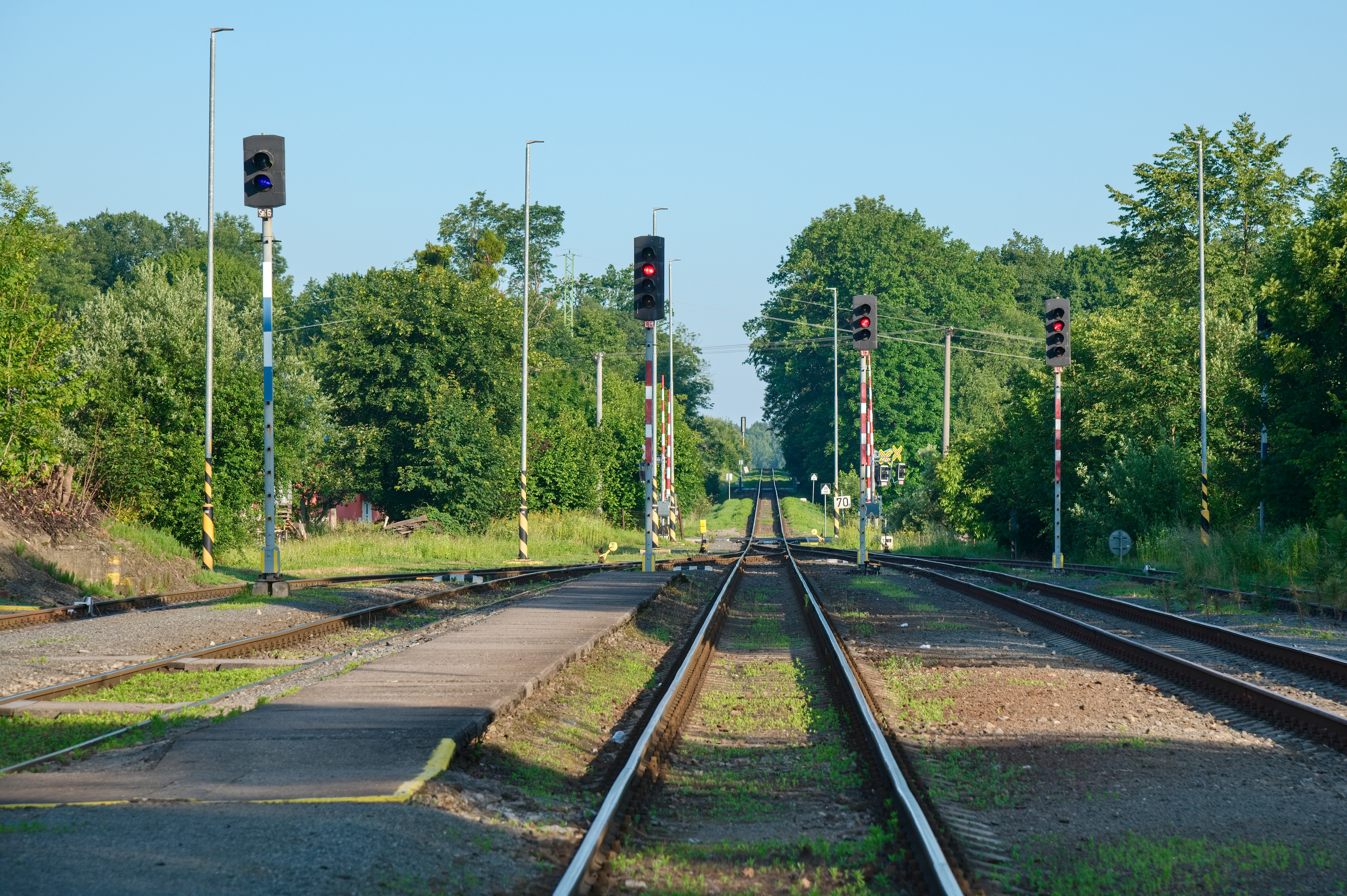
Pohled na kolejiště ve směru na Dobrou

Všechna hlavní návěstidla ve stanici jsou světelná. Ve směru jízdy od Dobré stanice začíná vjezdovým návěstidlem S v km 126,082, z opačného směru je vjezdové návěstidlo L v km 127,317. Odjezdová návěstidla jsou u všech kolejí. Všechny výhybky (včetně výhybky č. 101 na vlečce Godula) jsou přestavovány ústředně pomocí elektromotorických přestavníků.
U 1. a 2. koleje jsou zřízeno jednostranná vnitřní panelová nástupiště o délce 80 m a s nástupní hranou ve výšce 200 mm nad temenem kolejiště. Přístup od výpravní budovy na nástupiště je pomocí úrovňového centrálního přechodu v 126,685, nástupiště č. 1 u koleje č. 1 je vpravo od přechodu, nástupiště č. 2 u koleje č. 2 je vlevo. Dříve (ještě v roce 1998) měla obě nástupiště délku 200 m, obě ležela km 156,580 až 156,780. Cestující jsou informováni o jízdách vlaků rozhlasem (mluvené slovo), který obsluhuje výpravčí.
Na těšínském záhlaví trať v km 127,066 úrovňově kříží místní komunikace pomocí přejezdu P8325. Další přejezd P8325 je na opačném záhlaví v km 126,462 a trať na něm kříží silnice III/4761. Oba přejezdy jsou vybaveny světelným přejezdovým zabezpečovacím zařízením bez závor. Ještě v roce 1998 byl ve stanici jen jeden přejezd, neboť vjezdové návěstidlo L od Českého Těšína bylo v km 127,182, takže přejezd v budoucnu označený P8325 byl mimo stanici.

### Výpravní budova
Ve stanici byla postavena patrová výpravní budova z režného zdiva, v roce 1890 bylo dostavěno dřevěné skladiště s rampou. Výpravní budova III. třídy byla postavena podle typizovaných plánů (Normalplan No 37d) Antona Dachlera. Patrová budova měla kamenná ostění se záklenky a střední rizalit, ve které byl vestibul s čekárnou III. třídy, čekárnou II. třídy a kancelář. V patře byl dvoupokojový a třípokojový byt s kuchyní. Oba byty měly společné příslušenství na chodbě.
Vedle výpravní budovy byl postaven typizovaný strážní domek (Normalplan No 19) také z režného zdiva. Při rekonstrukci výpravní budovy došlo k vsazení plastových oken do kamenného ostění.